# Fever (álbum de Bullet for My Valentine)
Fever es el tercer álbum de estudio de la banda de heavy metal británica Bullet for My Valentine. Salió a la venta el 26 de abril de 2010 en Reino Unido Y Estados Unidos respectivamente. Este álbum cuenta con 11 canciones. El álbum vendió 71.000 copias en los EE. UU. y 21.965 en el Reino Unido en su primera semana de lanzamiento para debutar en la posición # 3 en el Billboard 200 y # 1 en el Rock de Billboard, Siendo así hasta el momento el álbum más exitoso de la banda.

## Grabación
A principios de 2009, un año después de que Bullet for My Valentine lanzara su segundo álbum, Scream Aim Fire, la banda comenzó a escribir y grabar nuevo material. En marzo de 2009 en una entrevista realizada por Metal Hammer, Matthew Tuck dijo que en los álbumes anteriores había escrito la mayoría de las letras después de que la banda terminaba de hacer algunas piezas instrumentales, pero para Fever, Tuck Hizo lo opuesto y escribió algunas canciones antes. La Banda originalmente entró en el estudio en abril de 2009 con el productor Don Gilmore (más conocido por su trabajo con Linkin Park y Good Charlotte) en Monmouth, Gales, y canceló las fechas de conciertos en el sur de África para continuar la grabación. La banda se tomó el tiempo fuera de la grabación a mediados de 2009 para llevar a cabo en varias giras, incluyendo el Festival 2009 Mayhem. Durante el Festival de Mayhem, La banda incluye una canción nueva a su repertorio en vivo. 
Al terminar sus giras, la banda regresó al estudio para terminar el álbum. La grabación se completó en diciembre de 2009, y Gilmore comenzó a hacerle arreglos al disco poco después en Malibu, California.

## Lista de canciones
Todas las letras escritas por Matthew Tuck, toda la música compuesta por Bullet for My Valentine. 
| Fever |                               |          |  |
| N.º   | Título                        | Duración |  |
| 1.    | «Your Betrayal»               | 4:51     |  |
| 2.    | «Fever»                       | 3:57     |  |
| 3.    | «The Last Fight»              | 4:19     |  |
| 4.    | «A Place Where You Belong»    | 5:06     |  |
| 5.    | «Pleasure and Pain»           | 3:53     |  |
| 6.    | «Alone»                       | 5:56     |  |
| 7.    | «Breaking Out, Breaking Down» | 4:04     |  |
| 8.    | «Bittersweet Memories»        | 5:09     |  |
| 9.    | «Dignity»                     | 4:29     |  |
| 10.   | «Begging for Mercy»           | 3:56     |  |
| 11.   | «Pretty on the Outside»       | 3:56     |  |
| 49:33 |                               |          |  |

## Posicionamiento en las Listas
| Chart (2010)            | Peak position |
| ----------------------- | ------------- |
| Australian Albums Chart | 5             |
| Austrian Albums Chart   | 2             |
| Canadian Albums Chart   | 4             |
| German Albums Chart     | 3             |
| Japanese Albums Chart   | 1             |
| Spanish Albums Chart    | 80            |
| Swiss Albums Chart      | 7             |
| UK Albums Chart         | 5             |
| US Billboard 200        | 3             |

## Sencillos
- "Begging For Mercy":

Durante los últimos días de febrero y los inicios de marzo del 2010, el sencillo estuvo disponible para descargar gratuitamente desde el sitio oficial de la banda.
- "The Last Fight":

El 12 de marzo de 2010, se dio a conocer el sencillo en la página oficial de la banda, cuyo video se encuentra disponible en el MySpace de la Banda desde el día 22 de marzo del 2010.
- "Your Betrayal":

El 14 de febrero del 2010, se comunicó en la página oficial de la banda que este sencillo estará disponible en Digital 45 para comprar en Itunes. Y desde el día 16 de abril se dio a conocer el video a través de YouTube.com y la página oficial de la banda.
- "Bittersweet Memories"

En el sitio web oficial de la banda, se confirmó que el nuevo single sería Bittersweet Memories. Su video fue lanzado el día 25 de noviembre del 2010.
- "Fever"

El video de la canción Fever está disponible desde noviembre sólo para UK. Se estima que lo tendremos disponible para finales de enero o principios de febrero. Aunque este ya está desbloqueado en la versión CD/DVD del álbum Fever.